# آن‌سوی افق
آن سوی افق (انگلیسی: Beyond the Horizon) نام نمایش‌نامه‌ای از یوجین اونیل نمایش‌نامه‌نویس آمریکایی است. این نمایش‌نامه اولین اثر بلند اونیل به شمار می‌رود.